# Caetano Alberto da Silva
Caetano Alberto da Silva (1843–1924) foi um famoso gravador, fundador e proprietário da revista O Ocidente.
Foi casado com D. Mariana Augusta Antunes da Silva.